# Matías Sánchez
Matías Pages Sánchez (ur. 20 września 1996 w San Juan) – argentyński siatkarz, grający na pozycji rozgrywającego, reprezentant Argentyny. 
Jego rodzice zarządzali klubem siatkarskim Obras Sanitarias de San Juan, ojciec był także trenerem. Jego siostra również grała w siatkówkę. Jego o 8 lat starszy brat Nicolás, także jest siatkarzem i gra na pozycji rozgrywającego.

## Kariera klubowa
| Kariera juniorska | Kariera juniorska            | Kariera juniorska | Kariera juniorska | Kariera juniorska | Kariera juniorska | Kariera juniorska | Kariera juniorska | Kariera juniorska | Kariera juniorska | Kariera juniorska |
| ----------------- | ---------------------------- | ----------------- | ----------------- | ----------------- | ----------------- | ----------------- | ----------------- | ----------------- | ----------------- | ----------------- |
| Lata              | Klub                         |                   |                   |                   |                   |                   |                   |                   |                   |                   |
| 2011–2014         | Obras Sanitarias de San Juan |                   |                   |                   |                   |                   |                   |                   |                   |                   |
| Kariera seniorska |                              |                   |                   |                   |                   |                   |                   |                   |                   |                   |
| Lata              | Klub                         |                   |                   |                   |                   |                   |                   |                   |                   |                   |
| 2014–2015         | Drean Bolívar                |                   |                   |                   |                   |                   |                   |                   |                   |                   |
| 2015–2019         | Obras Sanitarias de San Juan |                   |                   |                   |                   |                   |                   |                   |                   |                   |
| 2019–2020         | SESC/Rio de Janeiro          |                   |                   |                   |                   |                   |                   |                   |                   |                   |
| 2020–2022         | Tourcoing LM                 |                   |                   |                   |                   |                   |                   |                   |                   |                   |
| 2022–2025         | Ślepsk Malow Suwałki         |                   |                   |                   |                   |                   |                   |                   |                   |                   |
| 2025–             | Montpellier HSC VB           |                   |                   |                   |                   |                   |                   |                   |                   |                   |

## Sukcesy klubowe
Puchar ACLAV:
- 2014, 2019

Liga argentyńska:
- 2015, 2019

Klubowe Mistrzostwa Ameryki Południowej:
- 2019

## Sukcesy reprezentacyjne
Mistrzostwa Świata Juniorów:
- 2015

Puchar Panamerykański:
- 2018[4]
- 2016, 2019

Puchar Panamerykański U-23:
- 2016

Mistrzostwa Świata U-23:
- 2017[5]

Igrzyska Panamerykańskie:
- 2019

Mistrzostwa Ameryki Południowej:
- 2023[6]
- 2019, 2021

Igrzyska Olimpijskie:
- 2020

## Nagrody indywidualne
- 2013: Najlepszy rozgrywający Mistrzostw Świata Kadetów
- 2015: Najlepszy rozgrywający Mistrzostw Świata Juniorów
- 2016: Najlepszy rozgrywający Pucharu Panamerykańskiego
- 2016: Najlepszy rozgrywający Pucharu Panamerykańskiego U-23
- 2017: Najlepszy rozgrywający Mistrzostw Świata U-23
- 2018: Najlepszy rozgrywający Pucharu Panamerykańskiego
- 2019: Najlepszy rozgrywający Igrzysk Panamerykańskich
- 2019: Najlepszy rozgrywający Mistrzostw Ameryki Południowej